# Група судового захисту Public Citizen
Public Citizen Litigation Group (Група з питань судових процесів громадян) – це юридична фірма, що працює в інтересах громадськості у Сполучених Штатах. Група є підрозділом судового захисту некомерційної організації із захисту прав споживачів Public Citizen . Її юристи працюють над справами, пов’язаними з регулюванням охорони здоров’я та безпеки, правами споживачів, розподілом владних повноважень, доступом до суду, колективними позовами, відкритістю влади та Першою поправкою до Конституції США.
У дослідженні 2008 року професор Річард Лазарус з Інституту Верховного суду Джорджтаунського університету описує «елітну групу юристів із приватного сектору, які домінують у процесі представництва перед Верховним судом у масштабах, небачених з початку XIX століття». На різкому тлі цієї спеціалізації серед корпоративних адвокатів існує порівняно незначна кількість фахівців із Верховного суду серед некомерційних організацій, що діють в інтересах суспільства, організацій правової допомоги, державних захисників чи фірм, що представляють позивачів. «Головним винятком є Верховносудова практика Public Citizen, — пише Лазарус, — яка вже давно надає високоякісну допомогу у підготовці письмових матеріалів і виголошенні усних аргументів адвокатам, що представляють громадські інтереси у справах перед Судом».
З моменту свого заснування Група судового захисту присвятила значну частину своїх зусиль боротьбі з урядовою таємничістю. Вона вела більше справ за Законом про свободу інформації (FOIA), ніж будь-яка інша організація. Група судового захисту отримувала з урядових архівів інформацію про ризики для здоров’я, питання безпеки та фінансові проблеми від імені інших підрозділів Public Citizen, інших громадських організацій, журналістів і науковців. Серед матеріалів, що становлять значний суспільний інтерес і були отримані завдяки її зусиллям, — приблизно 2000 сторінок нотаток підполковника Олівера Норта (National Security Archive v. National Archives and Records Administration).
Юристи Litigation Group також займалися судовими процесами з питань, пов'язаних зі збереженням електронних записів та доступом до них. У справі «Армстронг проти Виконавчої канцелярії Президента» юристам Litigation Group вдалося встановити, що електронні записи, що створюються Білим домом та рештою виконавчої гілки влади, підпадають під дію федеральних законів про відкриті записи. Наприкінці як адміністрації Рейгана, так і першої адміністрації Буша уряд стверджував, що має право видаляти всі електронні записи, створені та збережені Білим домом протягом терміну перебування на посаді кожного президента. В результаті судового розгляду, в якому суд погодився з тим, що Закон про свободу інформації вимагає збереження електронної пошти виконавчої гілки влади, уряд оприлюднив понад 3000 записів електронної пошти з Білого дому та Ради національної безпеки . 
Група з судових спорів порушує багато справ відповідно до Закону про адміністративне судочинство, щоб оскаржити постанови агентства або інші дії, які вона вважає свавільними, примхливими або незаконними. Наприклад, у 2004 році Група судових позовів разом із організаціями «Громадяни за надійні та безпечні автомагістралі» (CRASH) та «Батьки проти втомлених далекобійників» (PATT) успішно оскаржили остаточне правило, що регулює години роботи водіїв комерційних вантажівок, видане Федеральним управлінням безпеки автоперевізників . Правозахисні групи стверджували, що це правило розширило години, які водії вантажівок можуть легально керувати транспортним засобом, не передбачає обов'язкового використання електронних бортових записуючих пристроїв, щоб покласти край повсюдним порушенням правових обмежень, і, ймовірно, призведе до багатьох смертей і травм, яких можна було уникнути, на автомагістралях країни. 
У 2002 році, коли Національне управління безпеки дорожнього руху (NHTSA) видало правило для впровадження закону, який вимагав використання пристрою в нових транспортних засобах для попередження водіїв про значне недокачання шини, але правило дозволяло використовувати пристрої, які не попереджали про недокачання двох або більше шин, Судова група успішно подала позов, щоб змусити NHTSA видати правило, яке відповідало б цьому важливому заходу безпеки ( Public Citizen проти Mineta). 
У 2001 році, після дев'яти років зволікання, Адміністрація з охорони праці та здоров'я (OSHA) не видала правила, що регулюють використання високотоксичної хімічної речовини шестивалентного хрому . Судова група успішно подала позов, щоб змусити OSHA видати правило (Public Citizen проти OSHA). 
У справах було включено право анонімно говорити і читати на інтернет-повідомленнях; використання ім'я брендів в доменних іменах веб-сайтів, метатеги та реклама ключових слів; право підтримувати інтерактивні дискусії; та обмін файлами. Нещодавно вони також захищали права невеликих онлайн-торговців, на яких ставлять до уваги великі корпорації, які стверджують, що продаж дешевших втораних або конкуруючих продуктів порушує права інтелектуальної власності компанії.